# Karel Michlowski

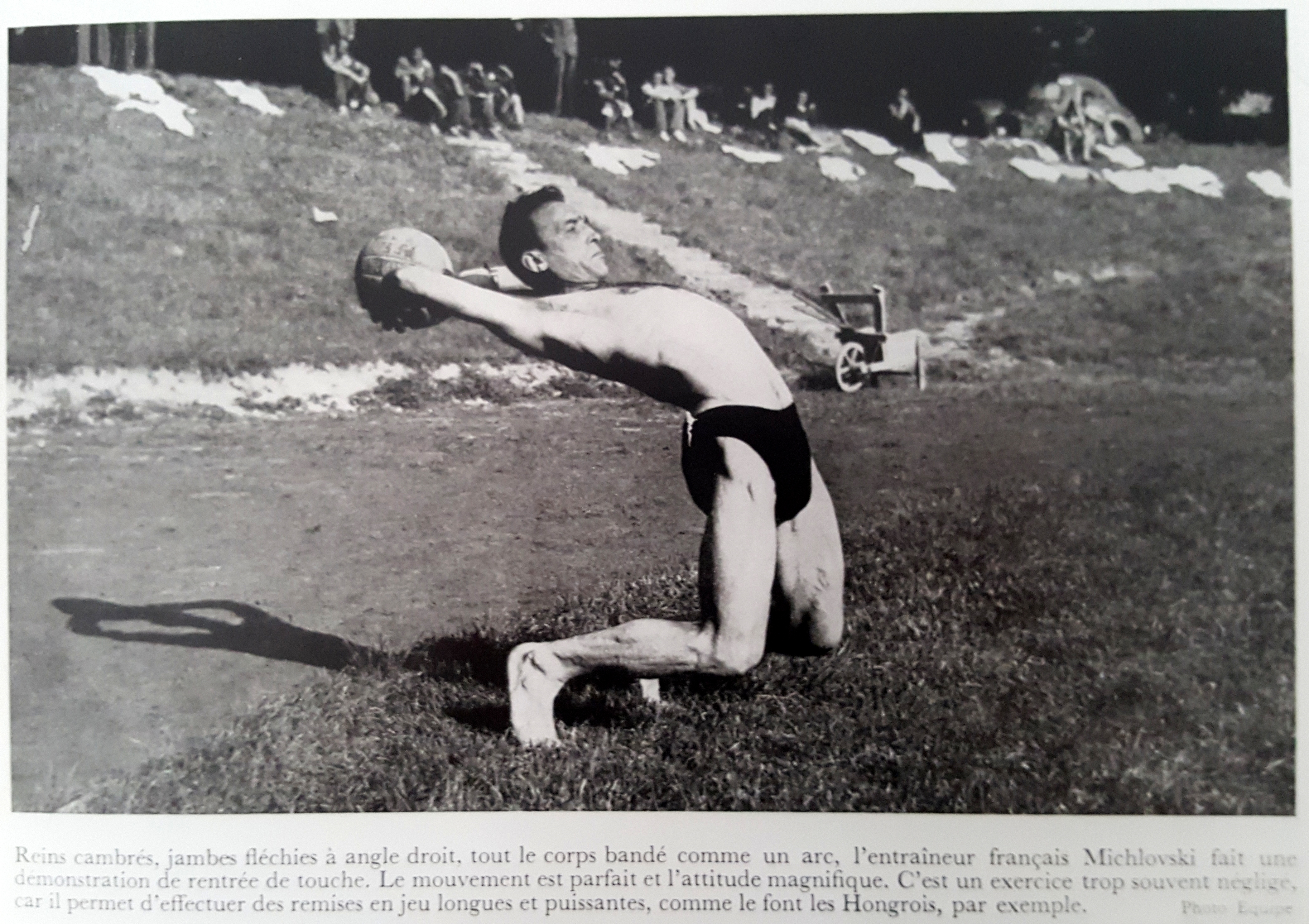
Photo de Karel Michlowsky publiée dans l'Equipe

Karel Michlowski (ou Karel Michlovský), né le 9 octobre 1918 à Ladna (Tchécoslovaquie) et mort le 11 décembre 1998 à Angers (France), est un footballeur et entraîneur tchèque.
Michlowski jouait ailier gauche et était un spécialiste des touches longues.

## Carrière
De joueur :
- 1946-1947 : Tescoma Zlin
- 1947 : FC Sochaux
- 1947-1949 : SCO Angers
- 1949-1951 : AS Saint-Étienne (57 matches - 22 buts)
- 1951-1956 : SCO Angers

D'entraîneur :
- 1956-1958 : RC Lens
- 1959-1960 : FC Nantes
- 1960-1962 : SCO Angers

## Palmarès
- Finaliste de la Coupe Charles Drago : 1957

## Source
- Marc Barreaud, Dictionnaire des footballeurs étrangers du championnat professionnel français (1932-1997), L'Harmattan, 1997, page 236.

## Liens externes

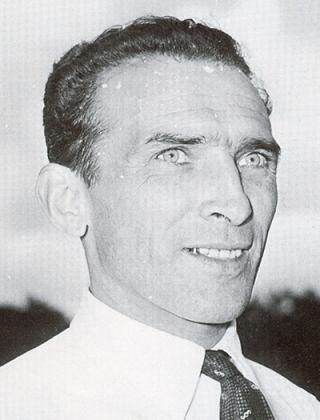